# Salon du livre de la Côte-Nord
Le Salon du livre de la Côte-Nord est un événement culturel annuel ayant lieu à la fin avril au Cégep de Sept-Îles, à Sept-Îles, au Québec. Il accueille chaque année 175 éditeurs et distributeurs ainsi que plus de 70 auteurs et illustrateurs.

## Mission
Le Salon du livre de la Côte-Nord est un organisme à but non lucratif qui a pour mission la promotion du livre et de la lecture par l’organisation d’une fête culturelle annuelle d’envergure qui favorise la rencontre du public nord-côtier de tous âges avec la production littéraire régionale et nationale et ses artisans.

## Historique
La première édition du Salon du livre de la Côte-Nord a eu lieu à l’école primaire Marie-Immaculée de Sept-Îles en février 1985, dans le cadre d’un colloque pédagogique, organisé par la Commission scolaire du Fer. Une vingtaine d’exposants présentaient leurs produits littéraires à plus de 1 000 visiteurs. En 2018, 10 800 Nord-Côtiers participaient à la fête. En 2019, aura lieu la 35e édition.

## Affiliation
Le Salon du livre de la Côte-Nord est membre de l'Association québécoise des Salons du livre (AQSL), un organisme qui fait la promotion de la littérature (livre, périodique et lecture en général) au Québec et qui aide à la coordination, à la promotion et à la recherche pour les Salons du livre québécois affiliés.

## Présidences d'honneur[6]
- 2018 : Claudia Larochelle
- 2017 : Martin Michaud
- 2016 : Marie Laberge
- 2015 : Patrick Senécal
- 2014 : Dominique Demers
- 2013 : Dany Laferrière
- 2012 : Tristan Demers